# Bulevares de París

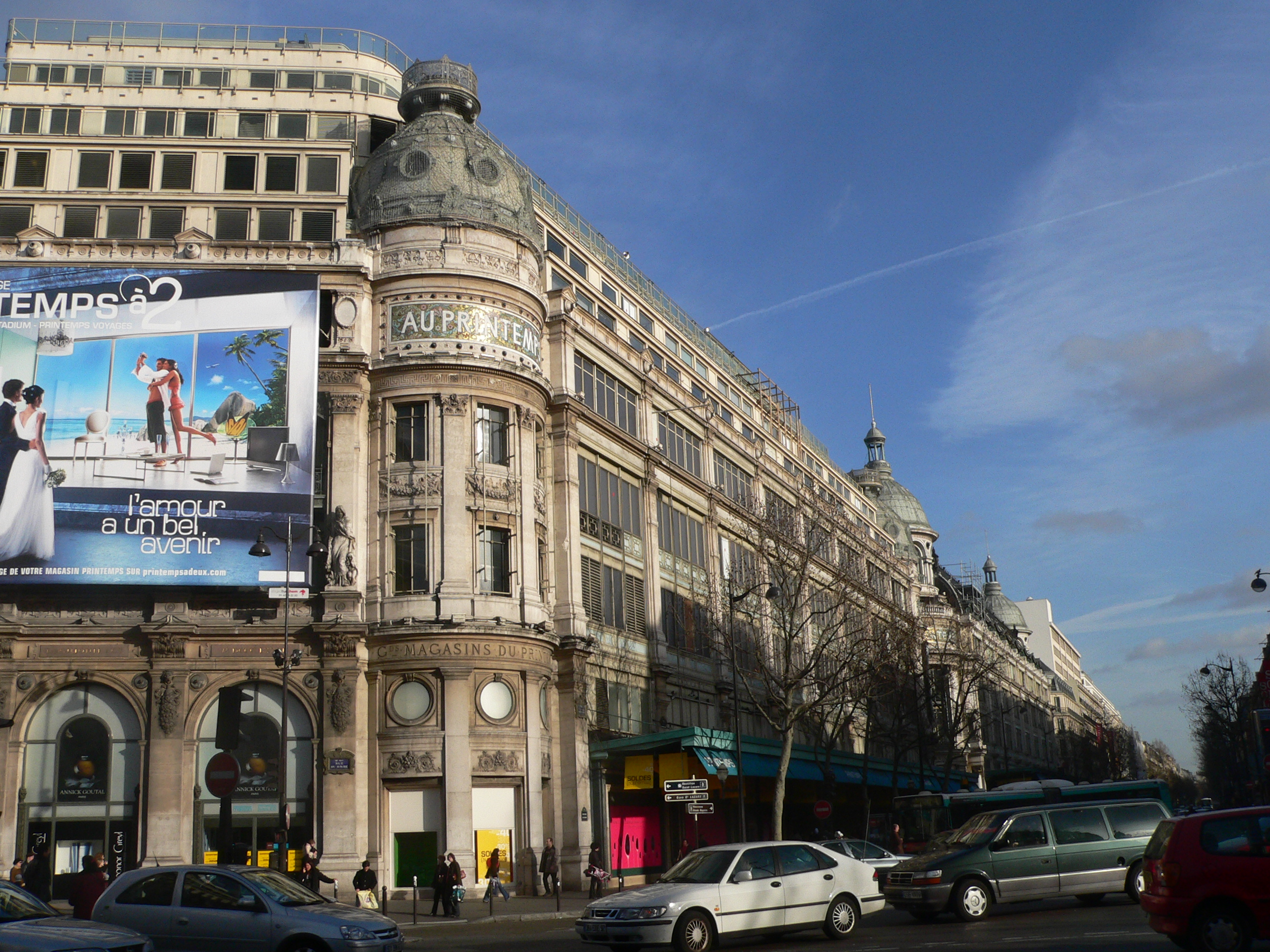
El Boulevard Haussmann con los grandes almacenes Printemps.

Los bulevares constituyen una parte importante de la identidad urbana y social de la ciudad de París. Han sido construidos por iniciativa del poder central en el emplazamiento de las fortificaciones concéntricas sucesivas de la ciudad en el momento en el que estas se quedaban obsoletas y se demolían.
El nombre "bulevar" (en francés: boulevard) procede del holandés bolwerc, que significa "obra de tableros", que se refería primero a las murallas, y posteriormente el terraplén de las murallas.
Los bulevares están asociados a un cierto estado de espíritu de ocio y frivolidad. Esta vocación se manifiesta ya en el siglo XVIII con la creación de numerosos teatros alrededor del Teatro de la Porte Saint-Martin. Este espíritu boulevardier se desarrolló en los teatros de bulevar, que dieron piezas ligeras y divertidas, lejanas del academicismo de los teatros oficiales. El Boulevard du Temple recibió el apodo de Boulevard du Crime ("Bulevar del Crimen") en la época de la Restauración, en alusión a los numerosos delitos cometidos no en la calle sino en los escenarios de los teatros. También fue en los Grandes Bulevares donde tuvo lugar la primera representación pública del cinematógrafo.
En la orilla derecha, París tiene tres hileras de bulevares:
1. los Grandes Bulevares (en francés: Grands Boulevards);
2. los bulevares construidos en lugar del mur des Fermiers généraux, sin un nombre genérico particular;
3. los Bulevares de los Mariscales (en francés: Boulevards des Maréchaux), construidos tras la destrucción de las murallas de Thiers.

El Boulevard Périphérique conserva la idea de bulevar en cuanto a circunvalación, pero no comparte las características sociales y culturales de los bulevares tradicionales parisinos.

## Los Grandes Bulevares

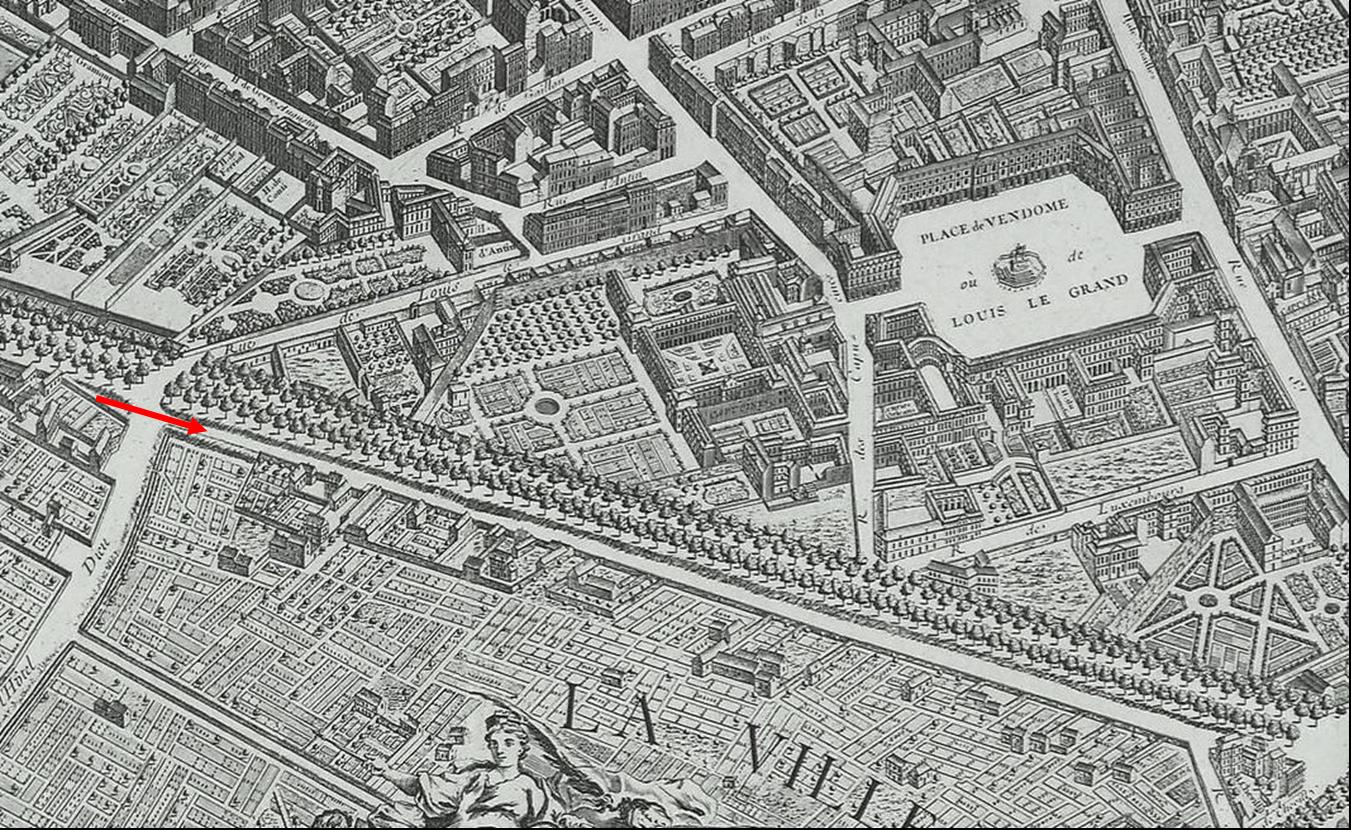
Los bulevares en el plano de Turgot (1736) algunos años tras su creación en el emplazamiento de las antiguas murallas.

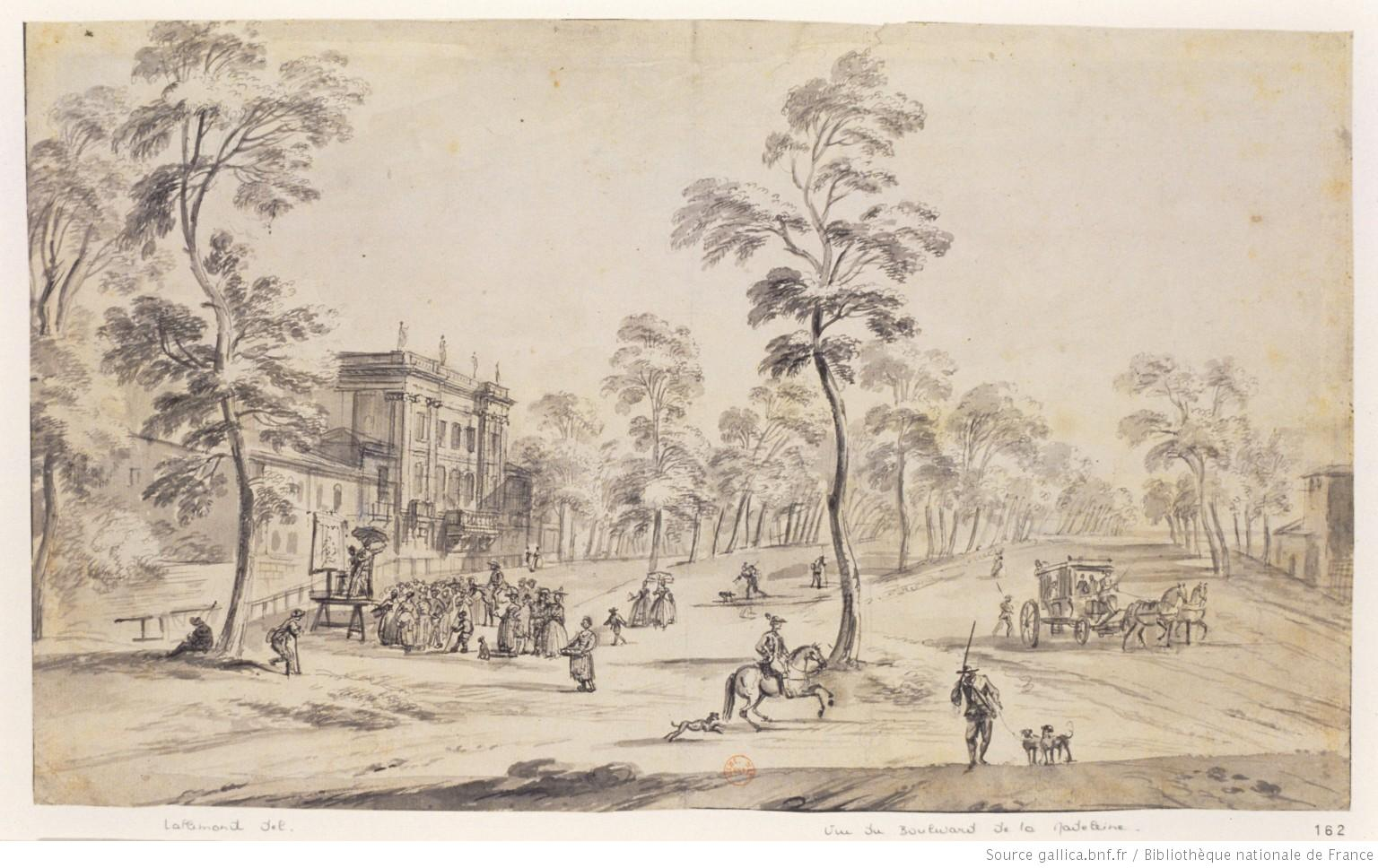
El Boulevard des Capucines poco después de su creación: un terreno desigual y una doble fila de árboles para la circulación de los vehículos.

Los Grandes Bulevares (en francés: Grands Boulevards) son los bulevares parisinos por excelencia. Se sitúan en la orilla derecha, en lugar de las antiguas fortificaciones de Carlos V y de Luis XIII. Los Grandes Bulevares son constituidos en la actualidad por los bulevares Beaumarchais, Filles-du-Calvaire, Temple, Saint-Martin, Saint-Denis, Bonne-Nouvelle, Poissonnière, Montmartre, Italiens, Capucines y Madeleine.
La segunda cinta de murallas construida alrededor de París fue la de Carlos V, construida entre 1370 y 1382. Iba de la Porte Saint-Antoine, en la actual Place de la Bastille, a la Porte Saint-Denis y luego al Louvre. En la parte noroeste, habían sido sustituidas por las murallas de Luis XIII, construidas entre 1633 y 1636 y que iban de la Porte Saint-Denis a la Porte Saint-Honoré (actual Place de la Madeleine).
Hacia 1660, estas fortificaciones estaban en mal estado y eran inútiles tras las victorias de Luis XIV. Se demolieron las murallas y se llenaron los fosos. En las nuevas calles creadas en su lugar, podían circular cuatro vehículos a la vez y en sus laterales se plantaron dos filas de árboles. Algunas puertas de las antiguas murallas fueron sustituidas por arcos de triunfo (Porte Saint-Denis, Porte Saint-Martin).
Este era el Nouveau Cours, construido entre 1668 y 1705 por el arquitecto Pierre Bullet, durante el reinado de Luis XIV. En la parte oeste de la calle y sus alrededores, la nobleza y la burguesía financiera construyeron magníficos palacetes. Por el contrario, en la parte este se instalaron atracciones populares (teatros, bailes, acróbatas, restaurantes…).
La calzada fue pavimentada en 1778. La iluminación de gas hizo su aparición en 1817 en el Passage des Panoramas y se extendió al bulevar en 1826. El primer ómnibus a caballos Madeleine-Bastille entró en funcionamiento el 30 de enero de 1828.
Los parisinos hicieron de ellos un lugar de paseo cuyo éxito ha persistido a lo largo de los siglos y las trasformaciones urbanas. El Bel Ami de Maupassant deambulaba por los bulevares en búsqueda de placeres y, en los años 1950, en Funny Face era en los bulevares donde Fred Astaire sentía mejor el placer de estar en París. En el siglo XX, sobre todo en la parte oeste, numerosos cafés y restaurantes fueron sustituidos por edificios de oficinas o sedes de empresas.
La apertura posterior de otros ejes de gran capacidad (Boulevard Richard-Lenoir, Boulevard Haussmann, Avenue de la République…) ha reducido la visibilidad en la topografía parisina de los Grandes Bulevares y, por tanto, de las antiguas murallas de Luis XIII. La noción de los Grandes Bulevares se hizo un poco más confusa. Muchos parisinos incluirían sin duda entre ellos el Boulevard Haussmann, porque las vitrinas de los grandes almacenes que atraen a los paseantes concuerdan bien al espíritu de los bulevares.

### Lugar de celebración de la gran fiesta parisina

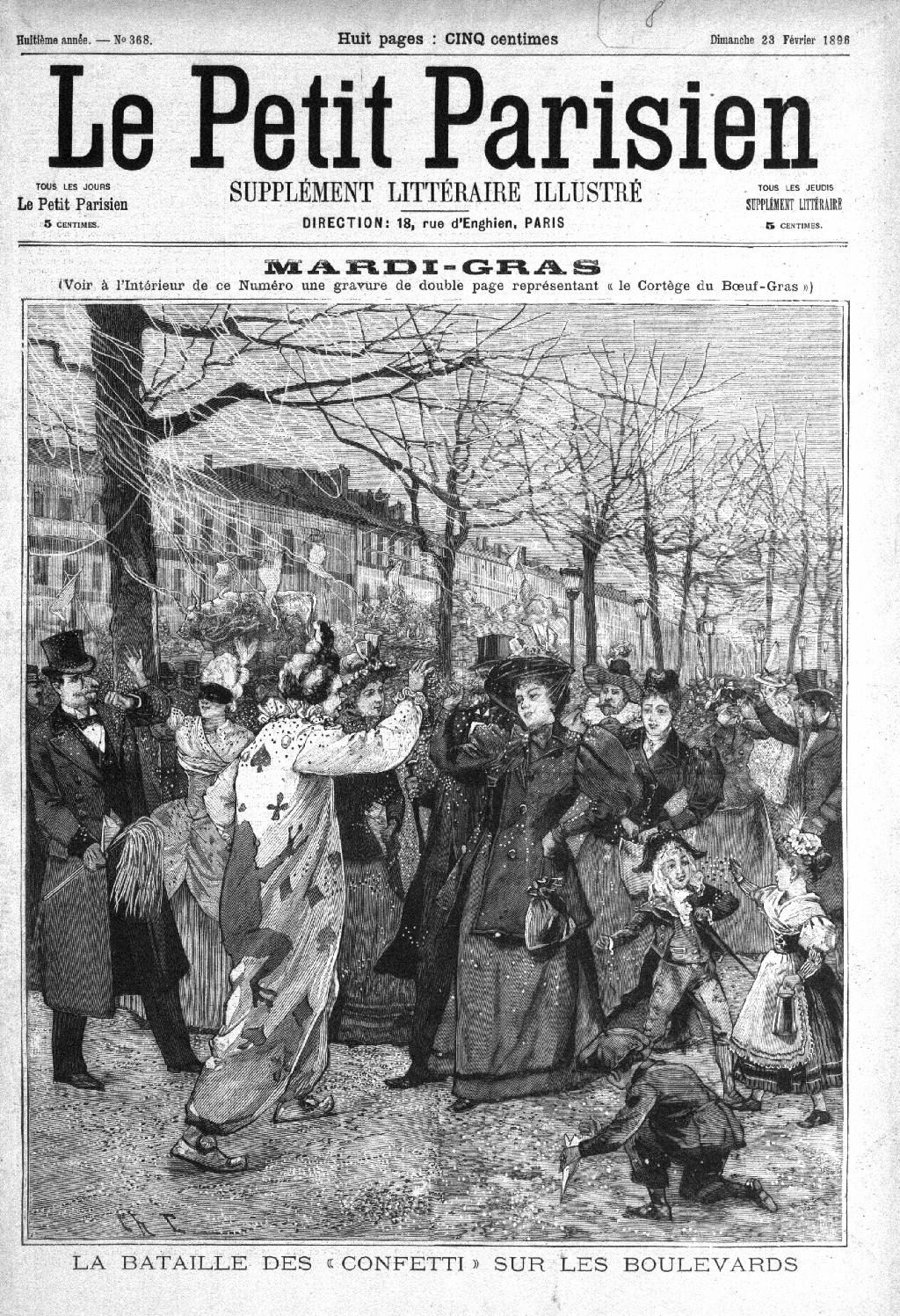
Batalla de confeti y árboles llenos de serpentinas en los Grandes Bulevares en 1896, durante el desfile del Martes de Carnaval.

En el siglo XIX, los Grandes Bulevares se convirtieron en un lugar de cita ineludible del Carnaval de París, entonces muy grande. Eran invadidos por la multitud del carnaval hasta el punto que, en torno a 1900, durante los tres días grandes se desviaba la circulación de los vehículos y se interrumpía el paso del célebre omnibus Madeleine-Bastille. Los desfiles del Bœuf Gras y de las reinas de la Mi-Carême pasaban forzosamente por allí. El último desfile grande del carnaval de París, el jueves de la Mi-Carême, el 28 de marzo de 1946, pasó por todos los bulevares.
Durante los festejos carnavalescos, entre 1892 y 1914, en los Grandes Bulevares tuvieron lugar gigantescas batallas de confetti, vendido en vasos o al kilo. A principios de los años 1890, en el momento de la fiesta, las serpentinas hacían los árboles de los Grandes Bulevares "peludos y multicolores".

## Los bulevares delMur des Fermiers Généraux
Nueva línea de fortificaciones, nueva cinta de bulevares: a partir de 1784, Ledoux construyó el Mur des Fermiers Généraux, bordeado por una línea de bulevares en su lado exterior. Este muro, subvencionado por el impuesto llamado octroi y detestado por los parisinos, se derribaría cuando se edificó la siguiente cinta de murallas, pero los bulevares se quedaron. Los planes urbanísticos de los años 1950 intentaron, sin conseguirlo, transformarlos en una autopista urbana.

## Los Bulevares de los Mariscales
En los años 1920, la destrucción de las murallas de Thiers permitió crear una tercera cinta de bulevares que daban la vuelta completa a París. Estas nuevas calles se bautizaron con nombres de mariscales del Primer Imperio y constituirían la "frontera" de París para muchos parsinos hasta la construcción de la Périphérique.

## Los bulevares haussmannianos

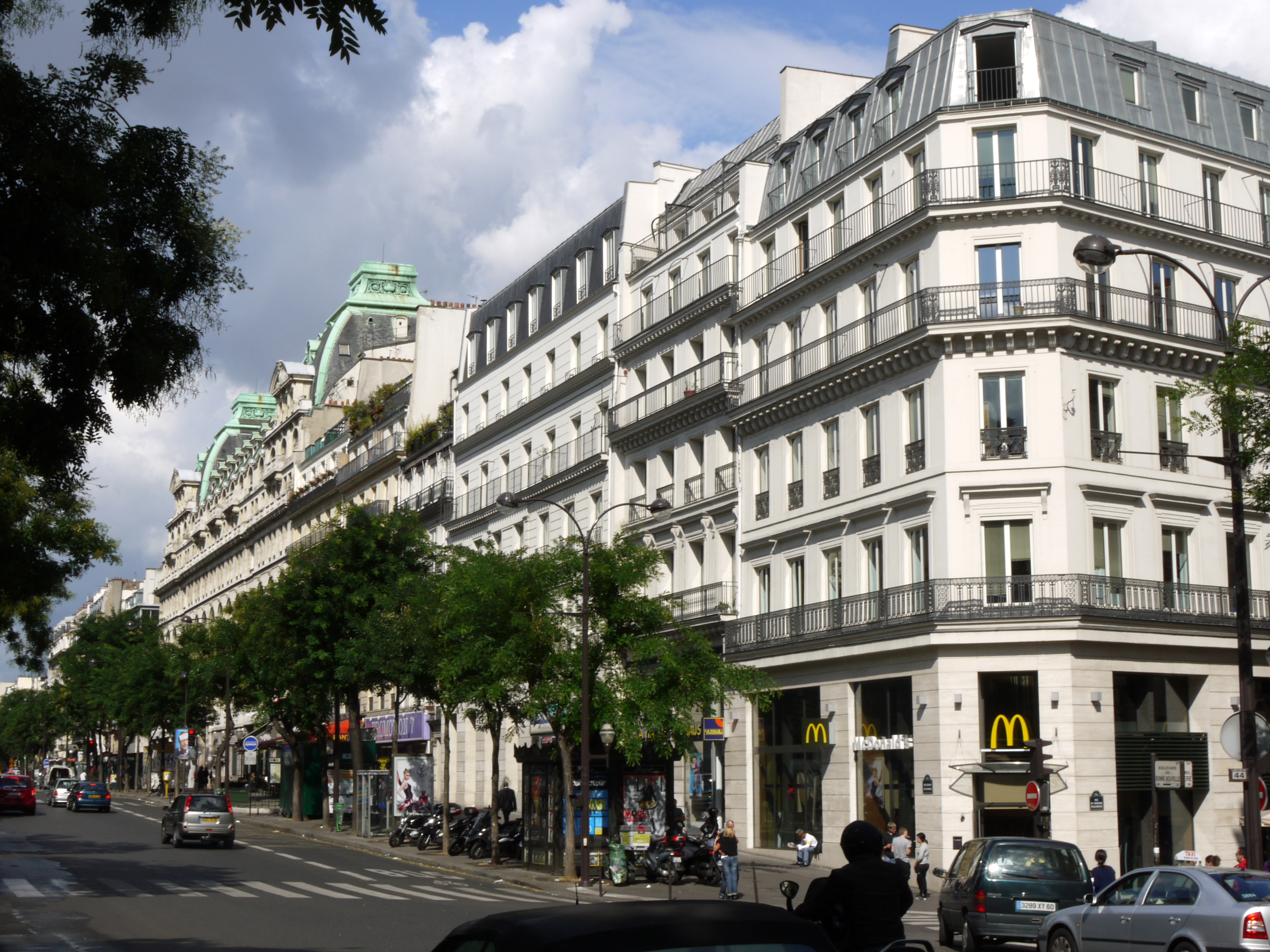
Boulevard Poissonnière.

Los bulevares "haussmannianos" constituyen un tipo particular de bulevares en cuanto a su origen. Resultaron de grandes demoliciones en el tejido urbano parisino y no del aprovechamiento del espacio vacante de una antigua cinta de murallas. Se parecen a los otros bulevares por sus características geográficas (arterias concéntricas), sociales y culturales. Algunos de los más notables son el Boulevard Saint-Germain y el Boulevard Haussmann.
Las transformaciones del Segundo Imperio impusieron el bulevar en la identidad de París. Los bulevares, que antes solo se habían construido en zonas poco habitadas y solo servían para rodear la capital, se convirtieron entonces en el eje que estructuraba la circulación de la ciudad.
Es en el plano de la arquitectura en el que la época haussmanniana, tanto en los antiguos bulevares como en los nuevos, contribuyó más a la imagen de París: las alineaciones de edificios regidas por las regulaciones de urbanismo de París, con sus típicos balcones, hicieron del bulevar parisino un eje reconocible inmediatamente.